# 斎藤大生
斎藤 大生（さいとう ひろき、1995年9月8日 - ）は、和歌山県岩出市出身のハンドボール選手。

## 経歴
国士舘大学時代は2016年に第23回世界学生選手権の日本代表U-24に選出。同年の全日本学生ハンドボール選手権大会（インカレ）では国士舘大学の初優勝を果たし、特別賞を受賞した。
2017年は関東学生ハンドボール・秋季リーグで49季ぶりの優勝に貢献し、優秀選手賞を受賞。6月には第5回U-22東アジア選手権の日本代表に選出。インカレでは2連覇を達成し、優秀選手賞を受賞した。
2018年に日本ハンドボールリーグの大同特殊鋼へ加入。
2019年2月に選手登録を抹消された。

## 詳細情報

### 年度別成績
| 年       | チーム     | 試合 | フィールド 得点 | 率   | 7m  | 合計  | 警告 | 退場 | 失格 |
| -------- | ---------- | ---- | --------------- | ---- | --- | ----- | ---- | ---- | ---- |
| 2018-19  | 大同特殊鋼 | 14   | 30/61           | .492 | 0/0 | 30/61 | 1    | 2    | 0    |
| JHL：1年 | JHL：1年   | 14   | 30/61           | .492 | 0/0 | 30/61 | 1    | 2    | 0    |

### 記録

#### 日本ハンドボールリーグ
- フィールドゴール初得点：2018年9月24日、対湧永製薬戦（マエダハウジング東区スポーツセンター）[8]

### 背番号
- 3 (2018年)

## 代表歴

### 日本代表U-24
- 世界学生選手権 (2016年)

### 日本代表U-22
- U-22東アジア選手権 (2017年)